# FIS 프리스타일 스키 월드컵
FIS 프리스타일 스키 월드컵(FIS Freestyle Ski World Cup)은 1980년부터 국제 스키 연맹이 주관하는 연례 프리스타일 스키 대회이다. 현재 이 월드컵에는 모굴, 에어리얼, 스키 크로스, 하프파이프, 슬로프스타일, 빅에어 등 6개 종목이 포함되어 있다. 1980년대와 1990년대에는 스키 발레와 복합 종목도 있었지만 더 이상 존재하지 않는다.
경주는 주로 북미의 스키장, 유럽의 알프스산맥에서 개최되며, 스칸디나비아, 동아시아에서는 정기적으로 개최되지만 남반구에서도 몇몇 경주가 개최되었다. 월드컵 대회는 호주, 오스트리아, 벨로루시, 캐나다, 중국, 크로아티아, 체코, 핀란드, 프랑스, 독일, 이탈리아, 일본, 뉴질랜드, 노르웨이, 러시아, 슬로베니아, 한국, 스페인, 스웨덴, 스위스, 우크라이나, 미국 등 22개국에서 개최되었다. (우크라이나 스키 리조트에서 개최된 모든 월드컵 경기는 여전히 각각 소련의 일부였다.)

## 같이 보기
- 프리스타일 스키
- 올림픽 프리스타일